# The Center Won't Hold
The Center Won't Hold är det nionde studioalbumet av den amerikanska rockgruppen Sleater-Kinney, vilket gavs ut den 16 augusti 2019 på Mom + Pop Music.

## Bakgrund
I januari 2018 blev det känt att bandet arbetade på sin uppföljare till albumet No Cities to Love, fastän Carrie Brownstein sa att de "kommer att göra detta väldigt långsamt". Brownstein föreslog för Jeff Tweedy att han skulle producera några låtar med bandet men de började arbeta med St. Vincent först och uppskattade samarbetet så mycket att de beslutade sig för att fortsätta med henne. I januari 2019 meddelade bandet att ett nytt album förväntades komma senare under året, producerat av St. Vincent.
Detta är det sista albumet med trummisen Janet Weiss, som annonserade sitt avhopp från gruppen den 1 juli 2019.

## Singlar
"Hurry On Home" släpptes som albumets leadsingel den 29 maj 2019. Bandet framförde låten på The Tonight Show Starring Jimmy Fallon den 19 juni 2019. En promosingel, "The Future Is Here", släpptes den 14 juni 2019. Titelspåret gavs ut som den andra promosingeln den 17 juli 2019.

## Låtlista
Alla låtar är skrivna av Sleater-Kinney
1. "The Center Won't Hold" – 3:04
2. "Hurry On Home" – 2:48
3. "Reach Out" – 3:31
4. "Can I Go On" – 3:31
5. "Restless" – 2:42
6. "Ruins" – 5:18
7. "Love" – 2:16
8. "Bad Dance" – 2:45
9. "The Future Is Here" – 3:00
10. "The Dog/The Body" – 4:22
11. "Broken" – 3:03